# Гремячевка (река)
Гремячевка — река в России, протекает в Соликамском и Чердынском районах Пермского края. Устье реки находится в 962 км по правому берегу Камы. Длина реки составляет 10 км.
Исток реки в лесах в 12 км к юго-востоку от посёлка Керчевский. Река течёт на север, впадает в Каму у деревни Гремячево. Кроме Гремячева других населённых пунктов на реке нет.

## Данные водного реестра
По данным государственного водного реестра России относится к Камскому бассейновому округу, водохозяйственный участок реки — Кама от водомерного поста у села Бондюг до города Березники, речной подбассейн реки — бассейны притоков Камы до впадения Белой. Речной бассейн реки — Кама.
Код объекта в государственном водном реестре — 10010100212111100004075.